# Enrique Figuerola
Enrique Figuerola Camué (Santiago di Cuba, 15 luglio 1938) è un ex velocista cubano, ex co-primatista mondiale sui 100 metri e vincitore di due medaglie olimpiche.

## Palmarès
| Anno | Manifestazione                    | Sede              | Evento          | Risultato | Prestazione | Note |
| ---- | --------------------------------- | ----------------- | --------------- | --------- | ----------- | ---- |
| 1959 | Giochi panamericani               | Chicago           | 100 metri       | Bronzo    | 10"5        |      |
| 1961 | Universiadi                       | Sofia             | 100 metri       | Oro       |             |      |
| 1963 | Giochi panamericani               | San Paolo         | 100 metri       | Oro       |             |      |
| 1963 | Universiadi                       | Porto Alegre      | 100 metri       | Oro       |             |      |
| 1964 | Giochi olimpici                   | Tokyo             | 100 metri       | Argento   |             |      |
| 1966 | Giochi centramericani e caraibici | San Juan          | 100 metri       | Oro       |             |      |
| 1968 | Giochi olimpici                   | Città del Messico | Staffetta 4×100 | Argento   | 38"3        |      |